# Iñaki Piñuel
Iñaki Piñuel y Zabala (Madrid, 1965) és psicòleg, assagista, investigador i professor d'Organització i recursos Humans a la Facultat de Ciències Empresarials i Ciències del Treball de la Universitat d'Alcalá. Treballa en l'àmbit del management i Recursos Humans així com en la investigació i divulgació del mobbing o assetjament psicològic en l'àmbit del treball i de l'educació.

Així mateix, és Executive MBA per l'Institut d'Empresa de Madrid i director dels "Baròmetres Cisneros sobre Assetjament laboral i Violència psicològica en el treball i Assetjament escolar en l'entorn educatiu".
És autor del llibre en castellà sobre assetjament laboral: Mobbing: Com sobreviure a l'assetjament psicològic al treball (Ed. Sal Terrae).
El 2008 va rebre el Premi Everis d'Assaig Empresarial per l'obra: Lideratge Zero: el lideratge més enllà del poder, la rivalitat i la violència.

## Obra[calcitació]
- Las 100 claves del Mobbing: Detectar y Salir del Acoso Psicológico en el trabajo. Ed. EOS 2018
- Tratamiento EMDR del Mobbing y el Bullying: una guía para psicoterapeutas. Ed. EOS 2017
- Las 5 Trampas del Amor: Por qué fracasan las relaciones y cómo evitarlo. Ed. La Esfera de los Libros 2017.
- Cómo Prevenir el Acoso Escolar: Implantación de protocolos Anti Bullying en los centros escolares, una visión práctica y aplicada. Ed CEU 2017.
- Amor Zero: Cómo sobrevivir a los amores psicopáticos. Ed La Esfera de los Libros. España 2016.
- Amor Zero: Cómo sobrevivir a los amores psicopáticos. Ed SB. Buenos Aires, 2015.
- Liderazgo Zero: el liderazgo más allá del poder, la rivalidad y la violencia Ed Lid. Madrid, 2009.(Premio EVERIS al mejor ensayo empresarial).
- Mobbing, el estado de la cuestión. Todo lo que usted siempre quiso saber sobre el acoso psicológico y nadie le explicó. Ed. Gestión 2000. Barcelona, 2008.
- La dimisión interior: del síndrome posvacacional a los riesgos psicosociales en el trabajo. Ed. Pirámide. Madrid, 2008.
- Mi jefe es un psicópata: por qué la gente normal se vuelve perversa al alcanzar el poder. Ed. Alienta. Barcelona, 2008.
- Mobbing escolar: Violencia y acoso psicológico contra los niños.Ed CEAC.Barcelona, 2007.
- Neomanagement: jefes tóxicos y sus víctimas. Ed. Aguilar. Madrid, 2004.
- Mobbing: manual de autoayuda. Ed. Aguilar. Madrid, 2003.
- Mobbing: como sobrevivir al acoso psicológico en el trabajo. Ed. Punto de Lectura. Madrid, 2003.
- Mobbing: como sobrevivir al acoso psicológico en el trabajo. Ed. Sal Terrae. Santander, 2001.